# Osteocondromatosis
La osteocondromatosis es una lesión osteoarticular caracterizada por la formación o presencia de múltiples osteocondromas.

## Características
La osteocondromatosis es una displasia metafisaria infantil benigna y rara, de carácter autosómico dominante, causada por una mutación inactivadora de los genes supresores EXT1 y EXT2 en los condrocitos que codifican las glucosiltransferasas esenciales para la polimerización del heparán sulfato de la matriz. Se caracteriza por lesiones sésiles o pediculadas en las metáfisis de los huesos largos. Su presencia puede repercutir sobre el crecimiento longitudinal de los huesos sobre los que asienta, de lo que derivan diferentes deformidades locorregionales, sobre todo en el antebrazo y en la mano, o un enanismo exostósico por acortamiento de los miembros inferiores. Cuando cesa el crecimiento óseo, dejan también de crecer las lesiones, que pueden causar problemas serios durante el embarazo. En el 10% de los pacientes puede progresar a un condrosarcoma que se asocia a una pérdida de expresión del gen BCL2.

## Tipos
La osteocondromatosis sinovial o condromatosis sinovial es una condición rara en la que se forman cuerpos cartilaginosos en las membranas sinoviales de las articulaciones, en las aponeurosis de los tendones y de las bolsas, ocasionando calcificaciones y osificación secundarias que quedan libres en la cavidad sinovial.
También conocida como síndrome de Reichel o síndrome de Reichel-Jones-Henderson, por Friedrich Paul Reichel, Hugh Toland Jones y Melvin Starkey Henderson.